# Чапљина
Чапљина је градско насеље и седиште истоимене јединице локалне самоуправе у јужном делу Федерације Босне и Херцеговине, БиХ. Према прелиминарним подацима пописа становништва 2013. године, у насељеном месту Чапљина пописано је 5.774 лица.

## Географија
Налази се у долини реке Неретве, на важној раскрсници путева са севера на југ.

## Историја
Први становници овог подручја, како је забележено на древним грчким, а касније и римским картама су староседелачки илирски народи, међу којим су засигурно најутицајнији били Ардијејци, који ће негде у 3. веку пре нове ере образовати једно од тада најјачих и најутицајнијих краљевстава на Балкану, илирско краљевство Ардијеја или Ардијејаца.
Након рушења илирског краљевства, Римљани граде неколико својих насеља (Дретељ, код Почитеља и у Житомислићима), а сама Чапљина постаје средиште трговине и саобраћаја. Ту је и неколико латифундија са вилама (Могорјело, Вишићи), које снабдевају Нарону и делове покрајине Далмације пољопривредним производима.
И Словени се касније овде насељавају (Вишићи). У раном средњем веку подручје држе Млечани, затим је у саставу босанске државе, до пада под османлијску власт.
Када је у питању етимологија назива града, Чапљина, занимљива је подударност са латинском речи "Ardea", што дословно значи "Чапља", а што опет за називом најутицајнијег илирског народа на том подручју, Ардијејаца (изворно записано као Аrdiaei), који је настањивао управо шире подручје Чапљине и долине реке Неретве. То отвара могућност да су Словени доласком на то подручје преузели назив од Илира или Римљана,а затим га превели на свој језик.
Први се пут име Чапљина спомиње 1632. године као село које је припадало мостарском кадилуку. Између 1782. и 1880. припадала је Почитељу, а заједно с њим Стоцу. 1878. Аустро-Угарска окупира Босну и Херцеговину. Година 1880. исходиште је дуванске индустрије у Херцеговини. Цар Аустрије Франц Јозеф увео је монополски закон о дувану и издао наредбу о изградњи творница дувана у Мостару и Сарајеву, те откупних уреда у Љубушком, Стоцу, Мостару и Требињу. Дуванске станице биле су жила куцавица привреде и преживљавања на кршном херцеговачком тлу. 1885. је изграђена железничка пруга која је прошла кроз Чапљину, након које се Чапљина привредно уздиже.

### Други светски рат
У Чапљини одмах после одласка италијанске војске 17. IV 1941. године, дошло је 500 наоружаних усташа „од Љубушког“ под вођством Пере Јукића, трговца из Чапљине. Сви су били сами Хрвати, још истог дана уз помоћ и суделовање домаћих Хрвата и муслимана приредили су демонстрације против Срба. „Навалили су на српске радње и приватне куће које су потпуно демолирали и опљачкали. Тај дан су усташе убиле секиром: Стевановић Саву и Митровић Јелку, сељаке у њиховим кућама. Затим су запалили кућу Зуровца Пере и Душана, земљорадника, Стевић Чеде, земљорадника и Шкора Душана, железничара. Исти дан усташе су неколико Срба које су нашли у кућама, одвели у затворе среског начелства, односно испоставе, и тамо премлатили.
У Чапљини и околини само у јунском покољу убијено је 526 мушкараца, жена и деце. У ноћи између 25. и 26. јуна код Опузена су убијена 294 лица. Из села око Чапљине у злогласни „Силос“ код села Тасовчића затворено је око 300 Срба који су одведени на разна стратишта и ликвидирани. Од 22. до 26. јуна у суседној Габели похапшено је 170 Срба, који су на ретко свиреп начин ликвидирани на стратиштима код Крижа и Опузена.
Од 1.760 до сада евидентираних жртава међу српским становништвом у Чапљини и околини, од хрватских усташа страдало је 1.649 лица, а то је 15 пута више него што су их убили Италијани, Немци и четници.
У Чапљину су 26. јуна довели 38 лица и бацили их у Неретву. Идућег месеца на железничкој станици у Чапљини у једном вагону, усред дана око 12 сати, побили су из пушака 28 Срба. Убиства и покољи Срба вршени су и у самој Чапљини
У Требињском крају усташе су, претресајући села Грбеше, Главиниће, Беговић Кулу, Бањевце и Пољице ухапсиле 28 мушкараца и једну жену. У Требињу су их затворили у један теретни вагон који су 4. августа превезли до Чапљине, да би их истог дана у том вагону све поклали.
Дон Илија Мајић из дувањског среза био је усташки логорник у Чапљини за време највећег покоља Срба у том крају, 1941. године.

### Усташе у Чапљини
1935/1936 — Већ 1935/1936. почео да се образује усташки покрет као организована снага чији је основни циљ геноцид над српским народом у овом крају. Тада се Мачекова Хрватска сељачка странка почела оштрије делити на франковце, усташе и ХСС, при чему су франковци постајали све агресивнији и све бројнији. Њихови главни представници и руководиоци били су адвокат др Павао Цанки у Чапљини и др Бариша Смољан у Стоцу, мада су до 1936. године обојица били чланови ХСС.
Дана 8. априла 1941. — Чапљинске усташе су већ 8. априла 1941. године дакле два дана после почетка рата фашистичких сила против Краљевине Југославије, заузеле Чапљину прекинуле железничку пругу којом је снабдеван фронт у Албанији и прогласиле оснивање Независне Државе Хрватске дан пре Кватерника у Загребу.
Дана 11. априла 1941. — Стигла регуларна војска „питомци“ односно 3 батаљона из Билеће, из подофицирске школе, и још неки делови војске из Требиња, која је у борбама са усташама деблокирала саобраћај, истерала усташе који су одступали — побегли према Љубушком на челу са Цанкијем.
13-14. априла 1941. — Војска напустила Чапљину, у њој су поново почели да се скупљају усташки елементи.
17. априла 1941. — Усташе дефинитивно поново заузели Чапљину тек када су дошли на италијанским тенковима, из правца Љубушког према Чапљини. Са италијанским војницима и тенковима стигло је и око 200 „дивљих“ усташа из љубушког краја који су истога дана убили две српске жене у Чапљини, и то Јоку Митровић, удову пок. Николе, стару 65 година и Саву Стевановић стару 75 година. Прву су убили из пушке, а другу су заклали бајонетом. Затим су запалили стају Богдана Зуровца у Грабовини, у којој је изгорело сено и нешто стоке.
Априла 1941. — Усташе су већ тих априлских дана у Чапљини скинуле са воза југословенског пуковника Гајића, о чијој се даљој судбини никада ништа није сазнало, као ни о судбини 200 морнара који су тих дана пролазили кроз Чапљину на путу за Сарајево.
Маја 1941. — ухапшени Љубо Ђиковић његов син Владимир, затим Мирко Витковић и отац му Станко, Богдан Симић, секретар КПЈ за Чапљину, Вељко Кораћ, Илија Шакота и др Никола Принцип, брат Гаврилов, као лекар, синови Данила Мандрапе – Гаре и Ристо Мандрапа, који је био жандар у Дубровнику и дошао мало на виђење. Ухапсили су још шест железничара Срба у станици Чапљина, све их тукли у затвору а затим пустили. Једино су задржали Владу Ћорића, машиновођу из села Војно код Мостара, јер им је он вероватно био потребан за вожњу, а касније су га убили. Нешто дуже су задржали и Јову Гарету, оптужујући га да је, када су ту били питомци, био на топу из кога је пуцано на усташе у Чапљини. Али њега су убрзо пустили премлаћеног и опљачканог.
Маја 1941. — Пре масовних хапшења на овом подручју ухапшени су и Огњен Ждракановић из Пребиловаца и Милан Шарић — Мачак, па су Огњена убили, а Милан, сав претучен, је био пуштен, У Клепцима су ухапсили Спасу Шијака али су њега убили, мада се не зна када ни где. Ухапшен је и Славко Лучић и убијен на Хутову.
Маја 1941. — Говор Пере Јукића усташког повереника у Чапљини, који је одржан у мају 1941. године у Чапљини. Један очевидац пише да је Јукић тада рекао: „Ми смо се још 1931. године заклели да у нашој општини неће бити Срба ни Јевреја“.
Дана 22. јуна 1941. — Видовданско убијање Срба у Чапљини почело је већ 22. јуна, у дану када је Немачка напала СССР. У исто време догодило се и слање једног курира из Загреба у Чапљину, који је донео налог лично од Павелића и Артуковића за почетак масовних убијања. Ту поруку из Загреба наводно је донео неки Стеван „Џукац“, Словенац, син неког хотелијера, студент у Загребу, наводно из места Видине у Словенији, стар око 25 година. Он је дошао у пратњи двојице усташа, састао се са неким угледним личностима у Чапљини а затим отишао натраг.
Јун 1941. — По Чапљини су почели хапсити редом све одрасле мушкарце, Србе, затварали су их у срески затвор, па кад би се он напунио, и није више могао да прима затворенике, онда су затварани у зграду Грађанске школе на крају Чапљине. Одавде су ухапшене Србе најчешће водили у силос на Модричу, изнад Тасовчића, километар далеко од Чапљине у један велики житни магацин који је стара Југославија правила за војне потребе око 1937. године. Хапшење и ликвидација Срба у Чапљини углавном су вршени ноћу, без сведока, тајно и мучки.
1943. — Чапљинској регији је поклањао посебну пажњу и римски папа Пије XII лично, јер је 1943. године послао на ово подручје свог „дипломатског“ изасланика опата Марконеа који је имао задатак да охрабри баш усташе у Мостару, Љубушком, Широком Бријегу и Чапљини у њиховим даљим напорима истребљења српског народа.

## Насељена места
Бајовци, Бивоље Брдо, Црнићи, Чапљина, Чељево, Дољани, Домановићи, Драчево, Дретељ, Дубравица, Габела, Гњилишта, Горица, Грабовина, Хотањ, Јасеница, Клепци, Локве, Опличићи, Почитељ, Прћавци, Пребиловци, Сјекосе, Станојевићи, Струге, Свитава, Шеваш Њиве, Шурманци Тасовчићи, Требижат, Вишићи и Звировићи.
После потписивања Дејтонског споразума општина Чапљина, у целини, ушла је у састав Федерације БиХ.

## Спорт
У Чапљини постоји дугогодишња спортска традиција, поготово у фудбалу, кошарци, рукомету и одбојци.

## Становништво
|                      | 2013.          | 1991.           | 1981.           | 1971.           |
| Укупно               | 5 774 (100,0%) | 7 461 (100,0%)  | 6 191 (100,0%)  | 4 647 (100,0%)  |
| Хрвати               | 4 724 (81,82%) | 3 067 (41,11%)  | 2 542 (41,06%)  | 1 854 (39,90%)  |
| Бошњаци              | 687 (11,90%)   | 2 191 (29,37%)1 | 1 661 (26,83%)1 | 1 605 (34,54%)1 |
| Срби                 | 176 (3,048%)   | 1 267 (16,98%)  | 896 (14,47%)    | 945 (20,34%)    |
| Неизјашњени          | 70 (1,212%)    | –               | –               | –               |
| Остали               | 42 (0,727%)    | 229 (3,069%)    | 46 (0,743%)     | 40 (0,861%)     |
| Муслимани            | 23 (0,398%)    | –               | –               | –               |
| Албанци              | 17 (0,294%)    | –               | 35 (0,565%)     | 20 (0,430%)     |
| Роми                 | 9 (0,156%)     | –               | –               | –               |
| Словенци             | 7 (0,121%)     | –               | 9 (0,145%)      | 11 (0,237%)     |
| Македонци            | 5 (0,087%)     | –               | 16 (0,258%)     | 11 (0,237%)     |
| Црногорци            | 4 (0,069%)     | –               | 31 (0,501%)     | 36 (0,775%)     |
| Босанци и Херцеговци | 3 (0,052%)     | –               | –               | –               |
| Непознато            | 3 (0,052%)     | –               | –               | –               |
| Босанци              | 2 (0,035%)     | –               | –               | –               |
| Југословени          | 1 (0,017%)     | 707 (9,476%)    | 955 (15,43%)    | 125 (2,690%)    |
| Православци          | 1 (0,017%)     | –               | –               | –               |

1. 1 На пописима од 1971. до 1991. Бошњаци су пописивани углавном као Муслимани.

## Познате личности
- Милорад Екмечић, српски историчар и академик
- Старац Вукашин, српски светитељ
- Алекса Спахић, атлетски олимпијац Југославије учесник на ЛОИ 1924. у Паризу.
- Мирсад Фазлагић, фудбалски олимпијац Југославије, учесник на ЛОИ 1964. у Токију.
- Владимир Јелчић, рукометни олимпијац Хрватске, освајач златне медаље на ЛОИ 1996. у Атланти
- Дада Вујасиновић, српска новинарка
- Драган Бендер, хрватски кошаркаш
- Јасмин Репеша, кошаркаши тренер